# LPGA Tour 1954
Navigation
Édition précédente Édition suivante
Le LPGA Tour 1954 est la cinquième édition du Ladies Professional Golf Association Tour (LPGA), circuit professionnel féminin de golf, qui se déroule du 15 janvier 1954 au 31 octobre 1954 exclusivement aux États-Unis. Cette cinquième édition de ce circuit permet de proposer un certain nombre de tournois professionnels destinés aux femmes en dehors des compétitions amateurs. La volonté de la professionnalisation des golfeuses leur permet désormais de gagner de l'argent en jouant au golf.
Cette saison comporte vingt-et-un tournois, soit quatre de moins qu'en 1953, auxquels sont insérées des dotations financières en fonction du résultat de la golfeuse. Trois de ces tournois, comme l'édition précédente, sont considérés comme « tournoi majeur » - le Championnat Titleholders, le Western Open et l'Open américain - et sont considérés comme les plus prestigieux et difficiles à remporter.
Après les victoires des Américaines Babe Zaharias (1950 et 1951), Betsy Rawls (1952) et Louise Suggs (1953), une quatrième Américaine inscrit son nom au palmarès : Patty Berg. Elle termine première au tableau des gains avec 16 011 $ mais sans remporter un seul tournoi majeur au cours de la saison. Les trois tournois majeurs, le Championnat Titleholders, le Western Open et l'Open américain, sont respectivement remportés par les professionnelles Louise Suggs, Betty Jameson et Babe Zaharias.
Le « Trophée Vare », créé en 1953, récompensant la golfeuse ayant la moyenne de score la plus basse de la saison est remporté par Babe Zaharias.

## Histoire
Pour l'organisation de cette cinquième édition, tous les tournois se disputent aux États-Unis par des golfeuses principalement américaines professionnelles et amateures. Le calendrier établi fait débuter la saison en Géorgie pour la première fois après quatre éditions débutées en Floride. L'Open de Sea Island ouvre la saison avec la victoire de Louise Suggs. Au cours de cette saison, tous les tournois ont été remportés par des golfeuses professionnelles.
Avec seulement trois tournois remportés et sans remporter un seul tournoi majeur au cours de la saison, l'Américaine Patty Berg termine première au tableau des gains avec 16 011 $. Les trois tournois majeurs, le Championnat Titleholders, le Western Open et l'Open américain, sont respectivement remportés par les professionnelles Louise Suggs, Betty Jameson et Babe Zaharias. Suggs et Zaharias remportent chacune cinq victoires cette saison, devant Berg et Betsy Rawls (trois victoires)

## Participantes à la saison LPGA 1954
Les participantes ont deux statuts. Certaines sont devenues professionnelles, et pour certaines avant la création de ce circuit, mais de nombreuses amateures prennent également part aux tournois sans toutefois pouvoir recevoir le montant des gains en raison de leur statut.
| Participantes    | Participantes    | Participantes    | Participantes    | Participantes    |
| Professionnelles | Professionnelles | Professionnelles | Professionnelles | Professionnelles |
| ---------------- | ---------------- | ---------------- | ---------------- | ---------------- |
| Marlene Bauer    | Patty Berg       | Betty Dodd       | Beverly Hanson   | Betty Hicks      |
| Betty Jameson    | Betty MacKinnon  | Jackie Pung      | Betsy Rawls      | Marilynn Smith   |
| Louise Suggs     | Babe Zaharias    |                  |                  |                  |
| Amateures        |                  |                  |                  |                  |
| Fay Crocker      | Claire Doran     | Pat Lesser       | Polly Riley      | Barbara Romack   |
| Marlene Stewart  | Mickey Wright    |                  |                  |                  |

## Calendrier de la saison 1954
L'édition 1954 se déroule du 15 janvier 1954 au 31 octobre 1954. La tableau suivant présente tous les tournois programmés pour la saison 1954. Les chiffres entre parenthèses correspondent au nombre de victoires remportées au moment de la victoire de la golfeuse audit tournoi remporté. Il est à noter que tous les tournois considérés comme tournois majeurs sont reconnus comme victoires officielles au palmarès du LPGA et ajoutés au palmarès des golfeuses, même avant sa création en 1950. Les tournois majeurs sont indiqués en gras.
| Date       | Tournoi                                       | Catégorie      | Dotation (US$) | Vainqueur individuelle |
| ---------- | --------------------------------------------- | -------------- | -------------- | ---------------------- |
| 17/01/1954 | Open de Sea Island, Géorgie                   |                | 3 500 $        | Louise Suggs (25)      |
| 24/01/1954 | Open de Tampa, Floride                        |                | 5 000 $        | Betsy Rawls (15)       |
| 14/02/1954 | Open de St. Petersburg, Floride               |                | 3 500 $        | Beverly Hanson (4)     |
| 20/02/1954 | Open de Serbin, Floride                       |                | 5 000 $        | Babe Zaharias (35)     |
| 07/03/1954 | Open de Sarasota, Floride                     |                | 3 500 $        | Babe Zaharias (36)     |
| 14/03/1954 | Championnat Titleholders, Géorgie             | Tournoi majeur | 3 000 $        | Louise Suggs (26)      |
| 28/03/1954 | Open de Betsy Rawls, Caroline du Sud          |                | 3 500 $        | Louise Suggs (27)      |
| 04/04/1954 | Open de Carrollton, Géorgie                   |                | 3 500 $        | Louise Suggs (28)      |
| 11/04/1954 | Open de New Orleans, Louisiane                |                | 5 000 $        | Marlene Hagge (3)      |
| 18/04/1954 | Open de Babe Zaharias, Texas                  |                | 3 500 $        | Louise Suggs (29)      |
| 16/05/1954 | Tournoi de Damon Runyon Cancer Fund, Maryland |                | 5 000 $        | Babe Zaharias (37)     |
| 05/06/1954 | Triangle Round Robin, Virginie                |                | 7 000 $        | Patty Berg (32)        |
| 15/06/1954 | Western Open, Géorgie                         | Tournoi majeur | 3 000 $        | Betty Jameson (9)      |
| 03/07/1954 | Open américain, New York                      | Tournoi majeur | 7 500 $        | Babe Zaharias (38)     |
| 25/07/1954 | Open de Fort Wayne, Indiana                   |                | 3 500 $        | Marilynn Smith (1)     |
| 06/08/1954 | All American Open, Illinois                   |                |                | Babe Zaharias (39)     |
| 13/08/1954 | World Championship, Illinois                  |                | 12 000 $       | Patty Berg (33)        |
| 12/09/1954 | Open de St. Louis, Missouri                   |                | 3 500 $        | Betsy Rawls (16)       |
| 19/09/1954 | Open de Wichita, Kansas                       |                | 5 000 $        | Beverly Hanson (5)     |
| 26/09/1954 | Open d'Ardmore, Oklahoma                      |                | 5 000 $        | Patty Berg (34)        |
| 31/10/1954 | Open du Texas, Texas                          |                |                | Betsy Rawls (17)       |

## Classements saison 1954

### Tableau des gains («Money list»)
Le tableau ci-dessous est le classement des golfeuses par gains obtenus sur cette saison 1954. Le classement par gains est remporté par Patty Berg avec 16 011 $ remportés.
| Cla. | Golfeuses  | Gains    | Victoires |
| ---- | ---------- | -------- | --------- |
| 1    | Patty Berg | 16 011 $ | 3         |

### Trophée Vare («Vare Trophy»)
Le tableau ci-dessous est le classement des golfeuses par scores les plus bas sur cette saison 1954.
| Cla. | Golfeuses     | Moyenne |
| ---- | ------------- | ------- |
| 1    | Babe Zaharias |         |